# IGSF8
IGSF8 (англ. Immunoglobulin superfamily, member 8; CD316) — мембранный белок суперсемейства иммуноглобулинов, продукт гена IGSF8. 

## Функции
Может играть роль в нескольких функциях подобных функциям CD81 и CD9, таких как фертилизация ооцитов. Может регулировать пролиферацию и дифференциацию кератиноцитов. Может быть отрицательным регулятором подвижности клеток: подавляет подвижность T-лимфоцитов в координации с CD81, ассоциирует с CD82 в подавлении клеточной миграции раковых клеток, регулирует реаггрегацию эпидермальных клеток и их подвижность на ламинине-5 с CD9 и CD81 в качестве основных связывающих молекул.Может также участвовать в опосредуемых интегринами функциях клеточной подвижности и морфологии. Может участвовать в регуляции роста отростков нейронов и поддержании нейрональной сети мозга во взрослом организме.